# Лоялганна Тауншип (округ Вестморленд, Пенсільванія)
Лоялганна Тауншип (англ. Loyalhanna Township) — селище (англ. township) в США, в окрузі Вестморленд штату Пенсільванія. Населення — 2088 осіб (2020).

## Демографія
Згідно з переписом 2010 року, у селищі мешкали 2382 особи в 882 домогосподарствах у складі 616 родин. Було 979 помешкань
Расовий склад населення:
| - 96,1 % — білих - 1,4 % — чорних або афроамериканців - 0,8 % — азіатів |

До двох чи більше рас належало 1,1 %. Частка іспаномовних становила 1,0 % від усіх жителів.
За віковим діапазоном населення розподілялося таким чином: 24,0 % — особи молодші 18 років, 62,3 % — особи у віці 18—64 років, 13,7 % — особи у віці 65 років та старші. Медіана віку мешканця становила 41,5 року. На 100 осіб жіночої статі у селищі припадало 122,2 чоловіків;  на 100 жінок у віці від 18 років та старших — 110,7 чоловіків також старших 18 років.
Середній дохід на одне домашнє господарство  становив 63 386 доларів США (медіана — 51 964), а середній дохід на одну сім'ю — 71 786 доларів (медіана — 65 250). За межею бідності перебувало 15,1 % осіб, у тому числі 25,8 % дітей у віці до 18 років та 7,3 % осіб у віці 65 років та старших.
Цивільне працевлаштоване населення становило 1220 осіб. Основні галузі зайнятості: освіта, охорона здоров'я та соціальна допомога — 24,5 %, виробництво — 13,4 %, роздрібна торгівля — 12,8 %.